# Decazeville
Decazeville – miejscowość i gmina we Francji, w regionie Oksytania, w departamencie Aveyron. W 2013 roku jej populacja wynosiła 6104 mieszkańców. Przez teren gminy przepływają rzeki Lot oraz Riou Mort. Miasto zostało nazwane na cześć Élie'ego Decazesa. 

## Zabytki
Zabytki w miejscowości posiadające status monument historique:
- budynek „Société de secours minière” w Decazeville

## Demografia
W 2013 roku populacja gminy Decazeville liczyła 6104 mieszkańców. 
|  |

Źródła:
cassini/EHESS (dla danych z lat 1836-2006)
INSEE (dla danych z 2008 i 2013 roku)